# Pavel Louspekaïev
Pavel Borissovitch Louspekaïev (en russe : Па́вел Бори́сович Луспека́ев), né le 20 avril 1927 à Bolchie Saly et mort le 17 avril 1970 à Moscou, est un acteur soviétique de théâtre et cinéma,. Lauréat à titre posthume d'un prix d'État de la fédération de Russie en 1997, pour avoir incarné le douanier Verechtchaguine dans le film de Vladimir Motyl Le Soleil blanc du désert (1970), le rôle qui lui apporte la gloire nationale peu avant sa disparition prématurée.

## Biographie
Pavel est le fils de Bogdasar Louspekian, un boucher de nationalité arménienne originaire de Nakhitchevan-sur-le-Don, et de son épouse Seraphima Kovaleva descendant des cosaques du Don. Au début des années 1940, Pavel commence une formation à l'école professionnelle de plomberie qu'il termine à Frounzé où l'établissement est évacué lorsque les opérations militaires de la Seconde Guerre mondiale s'ouvrent sur le front de l'Est. En 1943, alors âgé de seize ans il rejoint le mouvement de résistance et combat entre autres au sein du troisième front ukrainien. Lors d'une mission, il contracte de graves engelures des pieds et souffrira le reste de sa vie des séquelles de ce mal. Démobilisé en 1944, il s'installe à Vorochilovgrad où il entame une carrière d'acteur au théâtre académique dramatique de l'oblast.
En 1945, Louspekaïev entre à l'École supérieure d'art dramatique Mikhaïl Chtchepkine, dans la classe de maître de Konstantin Zoubov (ru). Diplômé en 1950, il travaille d'abord au théâtre dramatique russe Alexandre Griboïedov de Tbilissi, puis au Théâtre Lessia Oukraïnka de Kiev (1957) et enfin au théâtre Tovstonogov de Léningrad (1959),.
Sa carrière au cinéma commence en 1954, dans Ils descendent des montagnes sous la direction de Nikoloz Sanishvili aux studios Kartuli Pilmi. Pendant longtemps on ne lui confie que des rôles épisodiques, les réalisateurs le considérant comme acteur théâtral. Son rôle de professeur d'école spéciale dans La République Chkid (1966) chez Guennadi Poloka est parmi les plus réussis, mais les séquences avec son personnage sont raccourcies au montage ce qui finalement empêche d'apprécier sa performance. Vers la fin du tournage de La République Chkid, la santé de Louspekaïev se détériore sérieusement. L'artériopathie dont il souffre depuis la guerre s'aggrave au point que l'amputation des jambes au-dessous des genoux devient inévitable. Après l'opération l'acteur souffre de douleur fantôme et devient dépendant des antalgiques puissants. Il réussit toutefois à surmonter cette dépendance et reprend son activité grâce aux prothèses procurés par la Ministre de la Culture de l'époque Ekaterina Fourtseva. Pour le rôle de douanier Verechtchaguine dans Le Soleil blanc du désert (1970) Vladimir Motyl lui propose d'abord de se servir de béquilles, ce qui dans l'histoire a priori ne poserait pas de problème, son personnage étant un vétéran de guerre. Mais Louspekaïev se met un point d'honneur à cacher son handicap et surmontant la douleur exécute même les cascades. La chanson Neuf grammes dans le cœur de Bulat Okoudjava interprétée par Louspekaïev devient le leitmotiv du film. Il impressionne tellement le réalisateur que son rôle au fur et à mesure se trouve approfondi et prend une importance imprévue. À la sortie du film il se voit propulsé au rang de célébrité nationale, représentant au delà d'un douanier martyr un archétype de patriote russe.
Il n'aura pas le temps de profiter de sa gloire et trouver un autre rôle à la hauteur de ses capacités. Pavel Louspekaïev meurt de la rupture de l'anévrisme du cœur à l'hôtel Minsk situé rue Gorki à Moscou. Il est enterré au cimetière du Nord de Saint-Pétersbourg.

## Récompenses
Pavel Louspekaïev est nommé artiste émérite de la RSFSR en 1965.

## Filmographie
- 1954 : Ils descendent des montagnes (Isini chamovidnen mtidan, ისინი ჩამოვიდნენ მთიდან) de Nikoloz Sanishvili : Boris
- 1960 : Le Ciel de la Baltique (Балтийское небо) de Vladimir Venguerov : Kouznetsov
- 1965 : Je vais au-devant de l'orage (Иду на грозу) de Sergueï Mikaelian : ministre
- 1966 : La République Chkid (Республика ШКИД) de Guennadi Poloka : professeur de gymnastique
- 1966 : Les Trois Gros (Три толстяка) d'Alexeï Batalov et Iossif Chapiro (ru) : général Karaska
- 1970 : Le Soleil blanc du désert (Белое солнце пустыни) de Vladimir Motyl : Verechtchaguine